# Chemical Markup Language
Die Chemical Markup Language (ChemML oder CML) ist ein Dokumentenformat zur Darstellung von chemischen Formeln und komplexen Ausdrücken. Es handelt sich dabei um eine Auszeichnungssprache, die auf XML basiert und möglichst einfach zu verwenden sein soll. Erste Versionen wurden als DTD veröffentlicht. Spätere Versionen wurden XML Schema konform. Es existieren Erweiterungen für Reaktionsschemata, Spektren und analytische Daten.
Unterstützt wird es von den Bibliotheken OpenBabel, JUMBO, Bioclipse, JOELib, Avogadro sowie den Programmen
Jmol und JChemPaint über das Chemistry Development Kit.